# Elanoides forficatus
Il nibbio codadirondine (Elanoides forficatus Linnaeus, 1758), unica specie del genere Elanoides Vieillot, 1818, è un rapace della famiglia degli Accipitridi.

## Tassonomia
Attualmente vengono riconosciute 2 sottospecie di nibbio codadirondine:
- E. f. forficatus (Linnaeus, 1758) (USA sud-orientali, Messico settentrionale e orientale);
- E. f. yetapa (Vieillot, 1818) (da Messico meridionale ad Argentina settentrionale).

Linneo, primo descrittore della specie, battezzò questo rapace con il nome Falco forficatus. Pur essendo stato classificato per lungo tempo tra gli Elanini, le moderne analisi molecolari hanno dimostrato la sua parentela con i pecchiaioli e le specie a loro imparentate, e per tale motivo viene attualmente classificato nella sottofamiglia dei Pernini.

## Descrizione

La tavola 72 di Birds of America di John James Audubon raffigura il nibbio codadirondine.

Il nibbio codadirondine misura 50–68 cm di lunghezza e ha un'apertura alare di 112–136 cm. Maschio e femmina sono simili. Il peso si aggira sui 310-600 g. Il corpo è caratterizzato da una colorazione contrastante nero intenso e bianca. Remiganti, coda, zampe e becco sono completamente neri. Un'altra caratteristica che lo contraddistingue è la coda allungata e forcuta, di 27,5–37 cm, a cui la specie deve l'appellativo di «coda di rondine». Anche le ali sono relativamente lunghe, in quanto ciascuna misura 39–45 cm di lunghezza. Il tarso, piuttosto breve per un uccello di tali dimensioni, misura 3,3 cm di lunghezza.
I giovani hanno un piumaggio dai colori più scialbi di quello degli adulti, e non hanno una coda così profondamente forcuta.

## Distribuzione e habitat
Il nibbio codadirondine è una specie migratrice. Gli esemplari appartenenti alla sottospecie nominale nidificano negli Stati Uniti sud-orientali (dal Texas orientale alla Carolina del Sud e alla Florida, ma in passato il loro areale si estendeva molto più a nord, fino a Oklahoma, Kansas, Minnesota e Ohio) e svernano in Sudamerica, prevalentemente in Brasile, ma alcuni esemplari si dirigono ancora più a sud, in Argentina. Le popolazioni di E. f. yetapa occupano un vastissimo areale che dal Messico meridionale (penisola dello Yucatán esclusa) si estende attraverso le regioni umide del Centro e Sudamerica, fino a Bolivia, Perù, Paraguay, Uruguay e Argentina nord-orientale, nonché sull'isola di Trinidad; gli uccelli che nidificano a nord di Panama migrano per svernare più a sud, nel Brasile meridionale e in Argentina, e anche le popolazioni più meridionali migrano un po' più a nord una volta terminata la stagione della nidificazione.

## Biologia

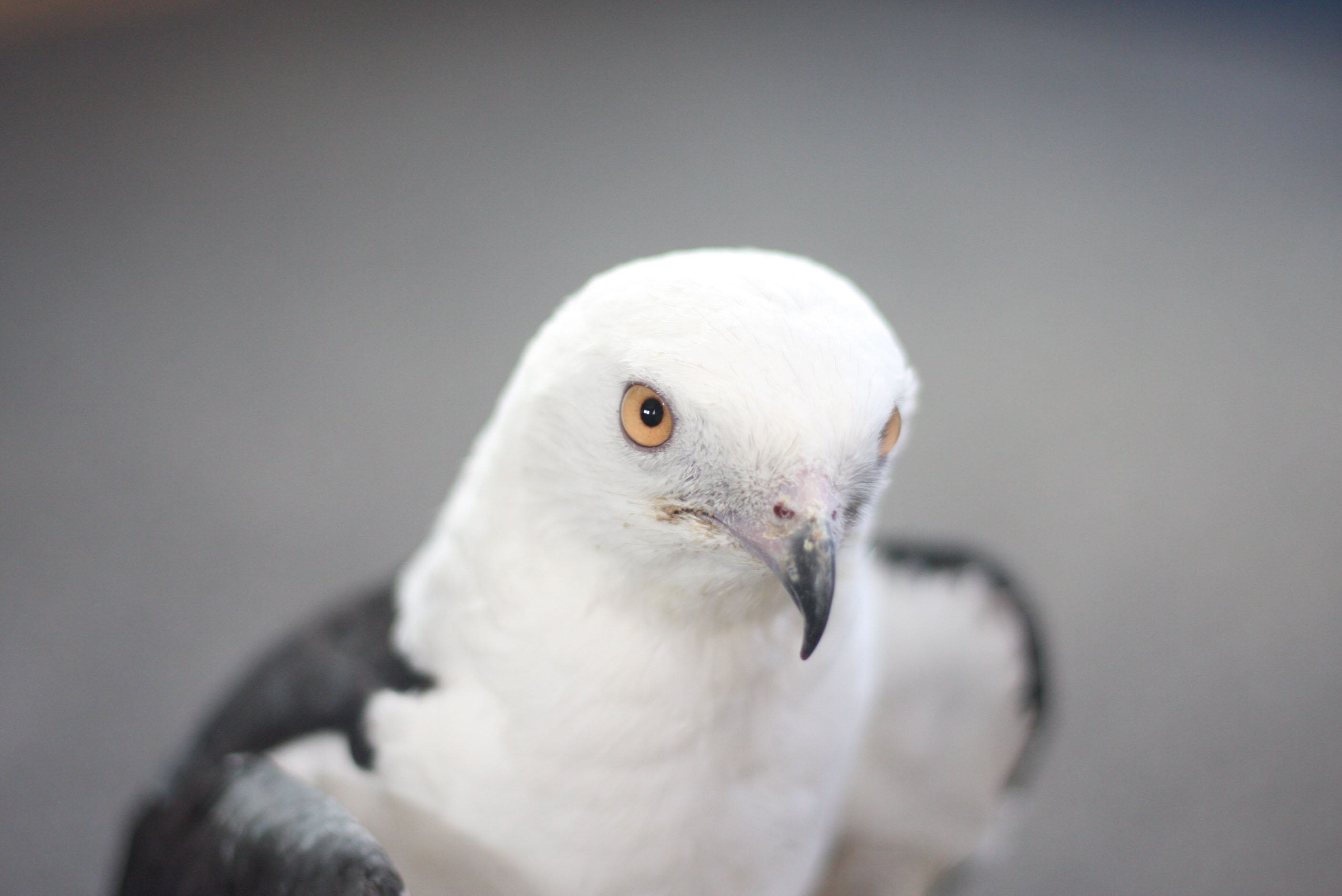
Nibbio codadirondine

I nibbi codadirondine vivono per lo più in aree boschive, con aree umide forestate situate non troppo lontano dai siti di nidificazione. I nidi vengono costruiti sugli alberi, generalmente in prossimità dell'acqua. Sia il maschio che la femmina partecipano alla costruzione del nido.
Talvolta questa specie emette un acuto cinguettio, ma generalmente è un uccello piuttosto silenzioso.

### Alimentazione
Il nibbio codadirondine si nutre di piccoli rettili, come serpenti e lucertole. Tuttavia mangia anche piccoli anfibi quali rane, grossi insetti, come cavallette e grilli, piccoli uccelli e loro uova, e piccoli mammiferi. In America Centrale è stato visto consumare frutta con regolarità. Beve nuotando a pelo d'acqua e raccogliendo il liquido con il becco.

### Riproduzione
L'accoppiamento ha luogo da marzo a maggio, e la femmina depone 2-4 uova. L'incubazione dura 28 giorni, e i piccoli impiegano 36-42 giorni per involarsi.

## Conservazione
Il nibbio codadirondine non compare tra le specie considerate in pericolo o minacciate dal governo federale degli Stati Uniti, tuttavia viene classificato come specie in pericolo nella Carolina del Sud, come specie minacciata nel Texas e come specie rara nella Georgia. Il declino di questa specie negli USA è da attribuirsi prevalentemente alla distruzione degli habitat in cui risiede. Una delle sue roccaforti principali su territorio statunitense è il Lower Suwannee National Wildlife Refuge in Florida.